# 中华人民共和国电子商务法
中华人民共和国电子商务法是一部自2019年1月1日起施行的電子商務管理法規。

## 概要
鑒於中國大陸電子商務蓬勃發展，商機與風險並存，各種依附於電商平台的犯罪活動也增多，2013年12月7号中国全国人大常委会正式启动了《中华人民共和国电子商务法》的立法进程。
2016年12月19日，十二届全国人大常委会第二十五次会议上，全国人大财政经济委员会提请审议电子商务法草案。
2018年8月31日，十三届全国人大常委会第五次会议表决通过，預定隔年起實施。
法規對涉及合同內容、快递物流、电商经营主体、经营行为、电子支付等，及发展中比较典型的问题都做了規範。

## 重點法規
- 加重了電商交易平台者的責任，对关系消费者生命健康的商品或者服务，平台方要嚴審其開店資格，發生意外後視同对消费者未尽到安全保障义务，处五万元以上五十万元人民幣以下的罚款；情节严重的，责令停业整顿，并处五十万元以上二百万元以下的罚款。[2]
- 电子商务经营者按照约定收取押金的，应当明示押金退还的方式程序，不得对押金退还设置不合理条件。
- 避免大数据杀熟，利用資料分析技術根据消费者的兴趣爱好、消费习惯等特征向其網頁瀏覽推销商品，此行為應該有設定選項讓民眾選擇不參與。
- 个人信息洩漏問題加重加嚴處罰
- 电子商务经营者应当在其首页显著位置，持续公示营业执照信息、与其经营业务有关的行政许可信息。[1]
- 不得将搭售商品或者服务作为「默认同意」的选项。
- 电子商务经营者承担商品运输中的风险和责任，除非消費者自行另選物流商。
- 平台對帳號信息查询、更正、删除以及帳號注销的方式必須提供，且不得設置條件，但相關交易訊息必須存檔三年以上，以備公安辦案查詢。
- 平台對開店商鋪不得用技術手段或條約限制方式，干涉產品價格、干涉與其他平台合作、收取不合理費用。[1]